# Torre de Santa Águeda
La torre de Santa Águeda (maltés: Torri ta' Sant'Agata), o la Torre Roja (en maltés: Torri l-Aħmar) como se conoce popularmente, es una gran torre de vigilancia situada en Mellieħa, Malta. La torre fue construida a lo largo de dos años, 1648 y 1649, durante el mandato del Gran Maestre francés de la Lengua de la Provenza, Juan de Lascaris-Castellar. El diseño de la torre es diferente del resto de las Torres que Juan de Lascaris-Castellar mandó construir para mejorar la seguridad de la Isla.

## Historia y arquitectura

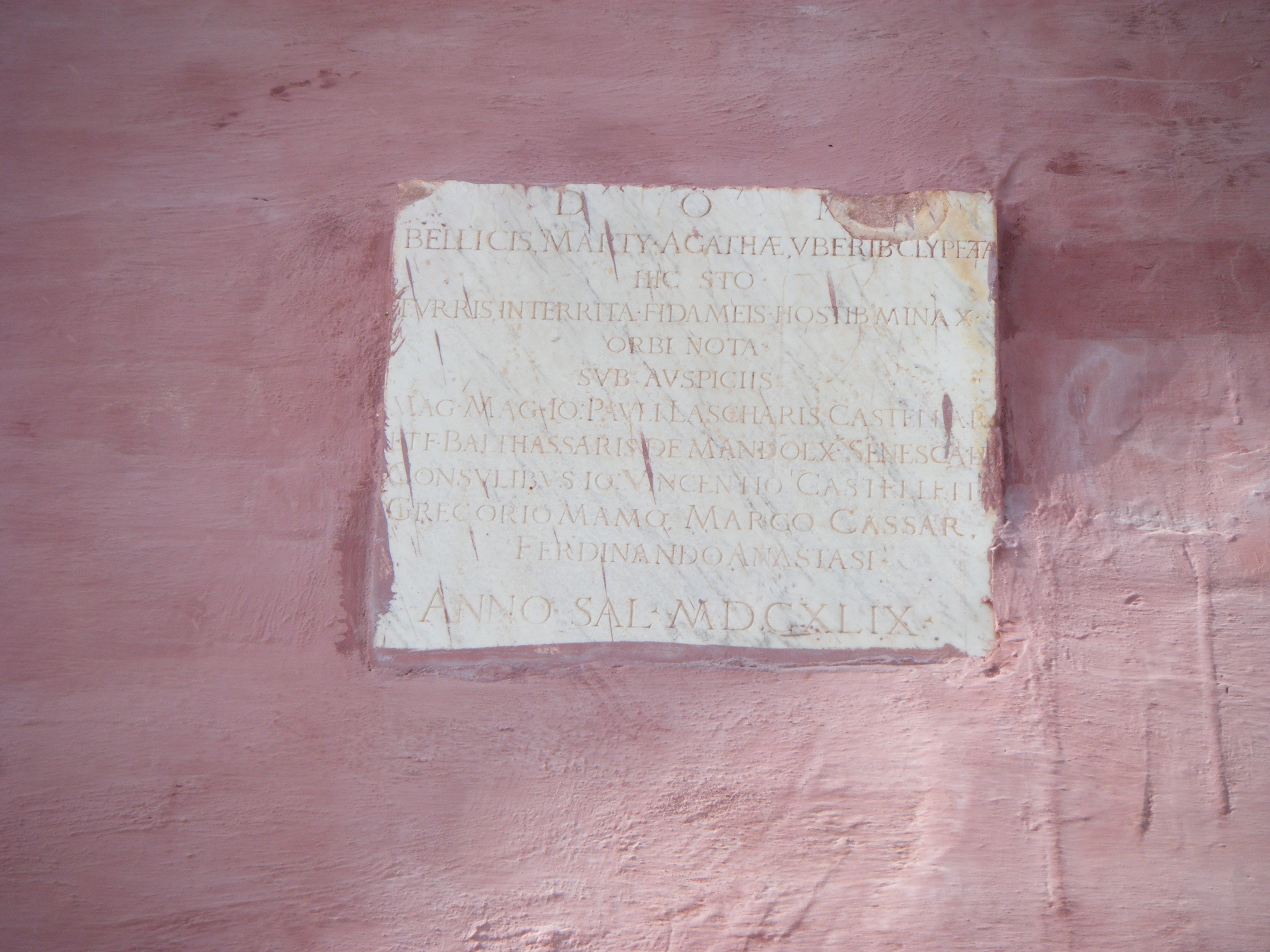
Inscripción en la torre datada en 1649

La Torre de Santa Águeda o La Torre Roja como se conoce popularmente, formaba parte de un largo sistema defensivo costero de fortificaciones y torres de vigilancia construido por los Caballeros de la Orden de San Juan durante los siglos XVII y XVIII para proteger la costa de las incursiones de los turcos otomanos y los piratas del norte de África.
Fue construida en el periodo 1648-1649, durante el mandato del Gran maestre Francés de la Lengua de la Provenza, Juan de Lascaris-Castellar. Los Grandes Maestres eran elegidos con cargo de por vida por sus compañeros caballeros y a la gran mayoría se les recuerda por las fortificaciones, iglesias, magníficos palacios o albergues, acueductos y otras obras notables de ingeniería Civil que encargaron construir durante su mandato. Los estandartes que adornan el interior de la torre llevan el escudo de armas de la familia de ocho Grandes Maestres que gobernaron Malta entre 1530 y 1798
Desde antes de la llegada de la Orden en 1530 y hasta bien entrado el siglo XVII, el noroeste de Malta estaba muy poco poblado, y a su vez muy desprotegido antes las razias de  Turcos otomanos y de piratas del norte de África. Las playas de esta parte de la isla hacía que fuera fácil desembarcar, y la necesidad de construir un sistema de torres de vigilancia se sentía desde hacía tiempo. El gran Maestre Alof de Vignacourt inició lo que sería la solución a este problema con la construcción de la Torre de San Pablo en la bahía de San Pablo en 1610 y posteriormente con la construcción de la torre de Santa María en la isla de Comino en 1622
Con respecto a la Torre Roja o Torre de Santa Águeda, una vez completada su construcción, fue equipada con un cañón en 1649. Esta torre de vigilancia fortificada está situada en las imponentes alturas del risco de Marfa, sobre la bahía de Ghadira y tiene vistas a la isla de Comino, y al canal de Gozo, al noroeste. Con su cañón podía cubrir la bahía arenosa que tiene debajo, así como parte del canal para lo que contaba con el apoyo de la torre de Comino. En el momento de su construcción era el puesto más alejado de la ciudad de La Valeta, y por tanto servía también como puesto de comunicación con la isla hermana de Gozo mediante la Torre de Santa María de Comino.

## Estructura de la Torre
El único acceso a la Torre de Santa Águeda era un empinado tramo de escaleras conectado a la entrada mediante un puente levadizo. La torre tiene cuatro niveles. Bajo el salón principal hay una cisterna de agua que recoge la lluvia que cae en el tejado. La boca del pozo que hay al entrar al salón principal a la derecha está cubierta con una malla de acero, permitiendo a los visitantes poder mirar tras ella y ver la cisterna. Su capacidad es de 53.000 litros y podía proveer de agua a cincuenta soldados durante unos cuarenta días.
En el segundo nivel se encuentra el salón principal, dividido en dos cámaras, donde vivía la guarnición. En la esquina derecha del fondo de la cámara interior había un nicho con un pequeño altar dedicado a la patrona de la torre, Santa Águeda. Era común que los caballeros construyeran fortificaciones en honor a santos, ya que eran una orden religiosa además de soldados y hospitalarios. La majestuosa Torre Roja se convirtió en un símbolo de fuerza.

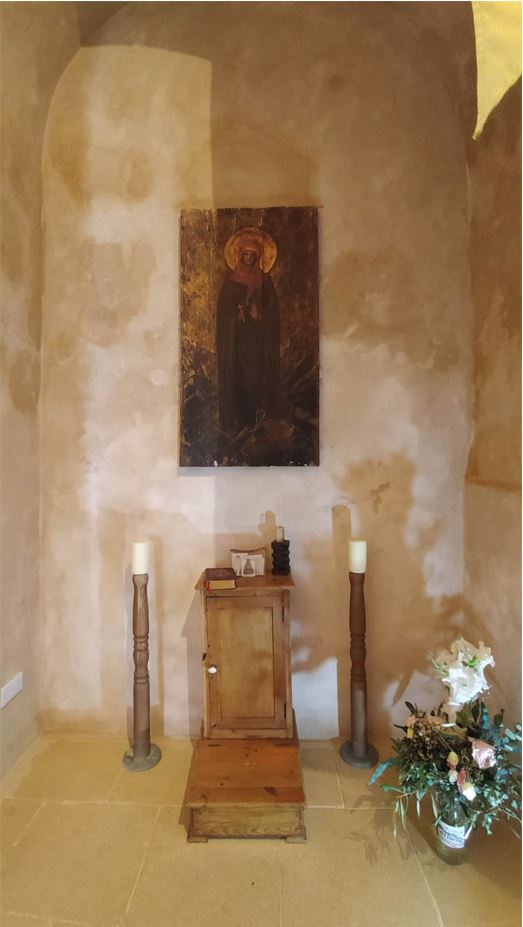
Cuadro con la imagen de Santa Águeda, en el interior de la Torre.

Una cruz sobre el número 1814, grabada en la pared que separa las dos cámaras, está asociada con el brote de peste de ese año en las islas. 
Al tercer piso de la Torre se accedía por una escalera de caracol de piedra que daba a una galería, por la que se iba a otro piso hecho de tablas de madera que descansaban en los rebordes de piedra de los laterales de las cámaras inferiores. Estos rebordes todavía se pueden ver en la cámara interior. Este piso estaba pensado para acomodar a los refuerzos. Normalmente, la torre estaba gobernada por entre tres y cinco miembros de la milicia, pero si a los Caballeros les llegaba información de que se estaba planeando una incursión, podían reforzar la torre con hasta cincuenta soldados más y este tercer nivel proporcionaba dependencias adicionales para hospedar a todo el contingente. 
La escalera de caracol, ahora reconstruida en madera, conduce a la plataforma de tiro en el tejado de la torre. Originalmente la torre contaba con cuatro cañones, pero la Congregación, tras la Guerra de 1722 ordenó la instalación del quinto. 
En enero de 2014, Din l-Art Ħelwa instaló dos cañones originales del siglo XVII montados sobre réplicas de dos asientos de los cañones, hechas en madera. 

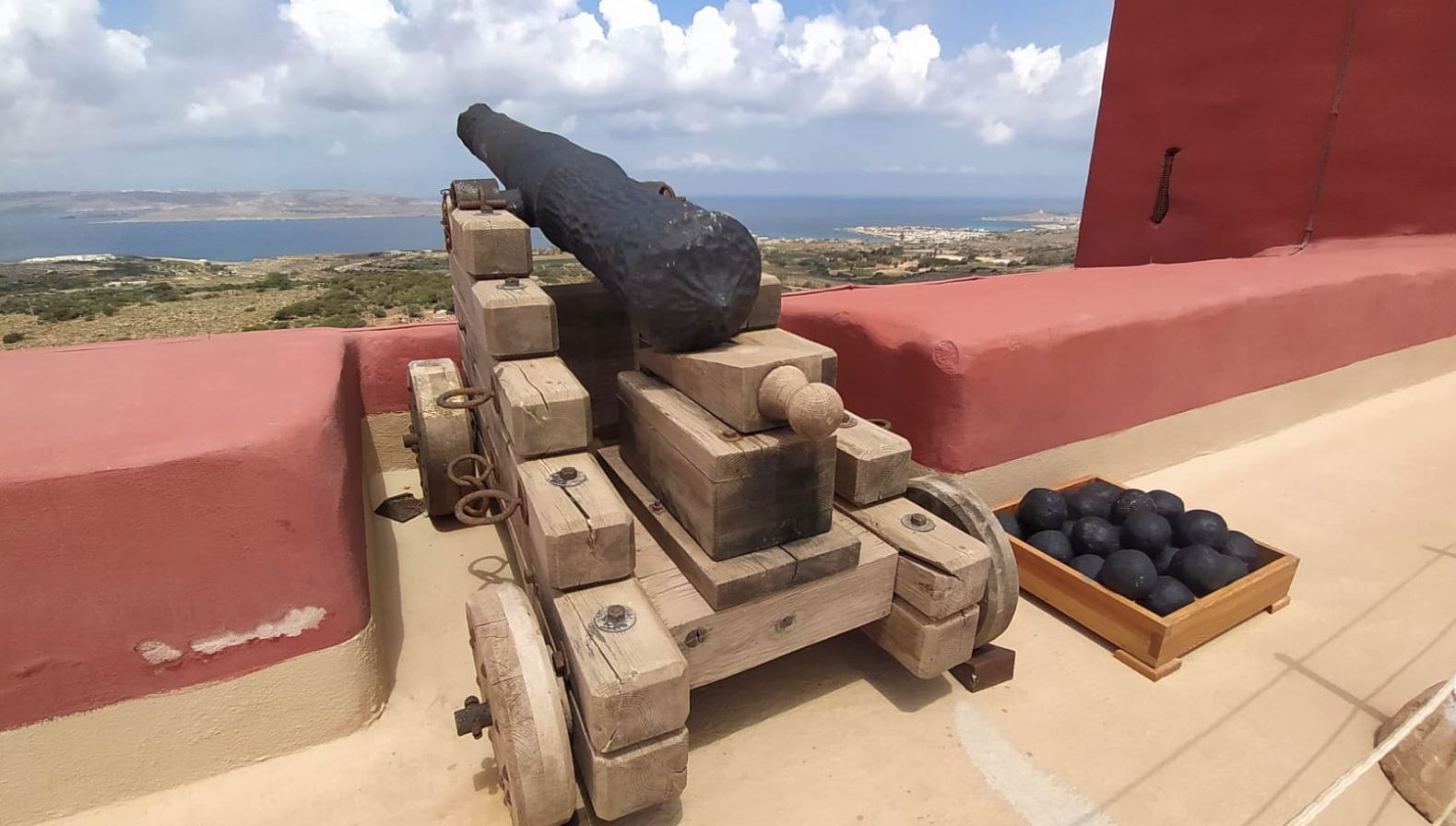
Foto de uno de los cañones originales del

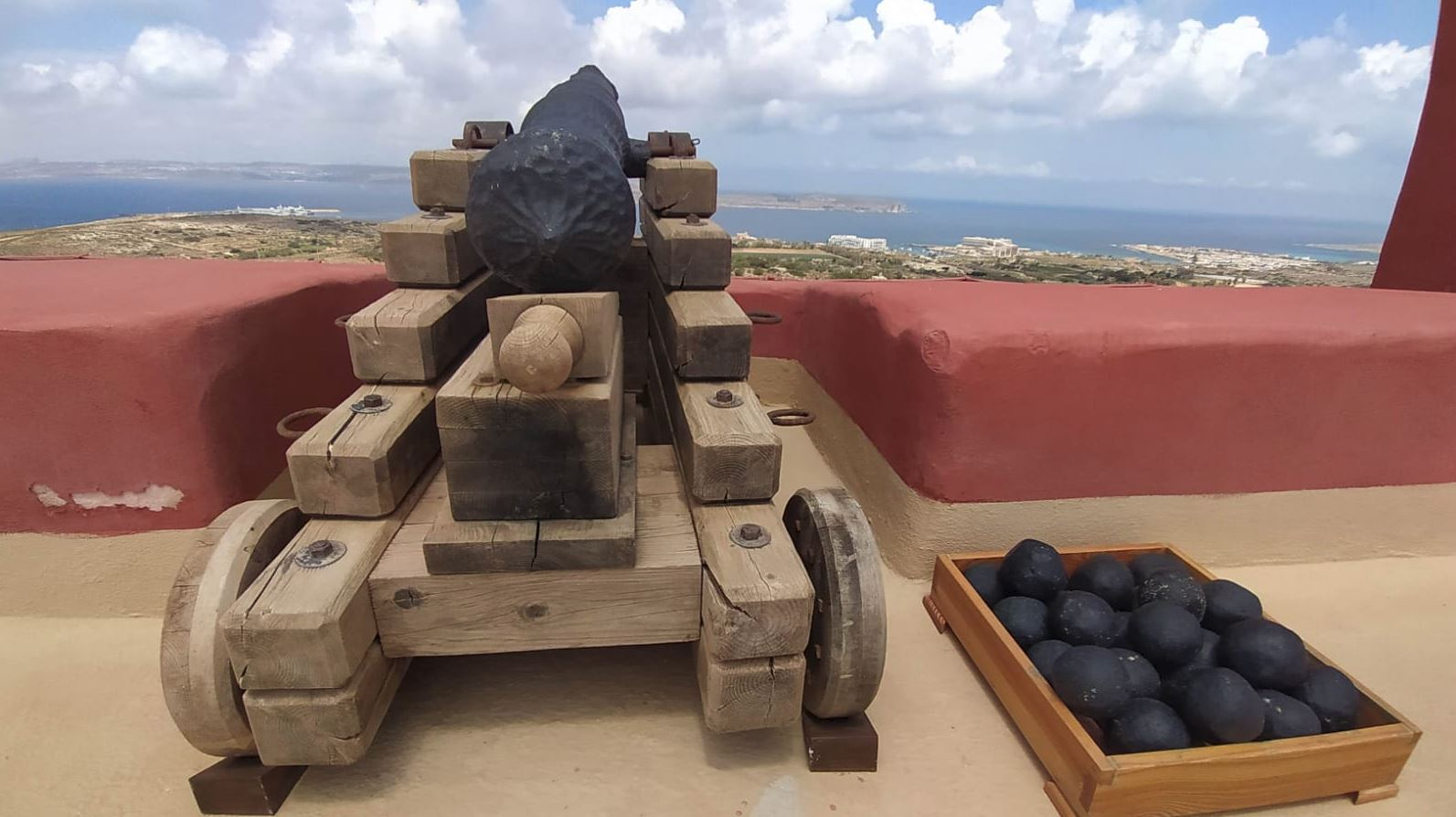
Foto del segundo cañón original del

El tejado cuadrado está flanqueado por cuatro torretas, dos de las cuales suelen estar abiertas al público. Éstas ofrecían a los guardas protección contra el viento y la lluvia en invierno y contra el sol en verano. También se usaban para almacenar pólvora y armas. Desde la plataforma de tiro los guardias podían ver las torres adyacentes: la Torre Blanca y la Torre Ghajn Hadid, ahora en ruinas tras un terremoto, y las torres de Ghajn Tuffieha y Nadur. Todas ellas eran parte de la cadena de torres de vigilancia que conectaba la Torre de Santa Águeda con La Valeta, en la costa este, y con la antigua ciudad capital de Mdina, en el centro de la isla. 
El aviso de que un enemigo se acercaba solía hacerse mediante una señal luminosa o un disparo de cañón. Este aviso se transmitía a la siguiente torre de la cadena , y luego a la siguiente de forma consecutiva, creando un sistema de alerta temprana muy eficaz para la época. En el siglo XVIII, se añadió a la Torre de Santa Águeda, el muro bajo defensivo con forma de estrella - las trincheras- que rodean a la torre. Esto le otorgó una primera línea de defensa contra las fuerzas enemigas que se aproximaran por tierra. No está claro por qué la torre es de color rojo, pero en los mapas antiguos de la zona siempre aparece como "Torre Rossa". La tradición dice que durante su construcción la piedra tomó el color del suelo, rico en mineral de hierro, o que simplemente se pintó de rojo para que fuera reconocible desde lejos. 

## Historia más reciente

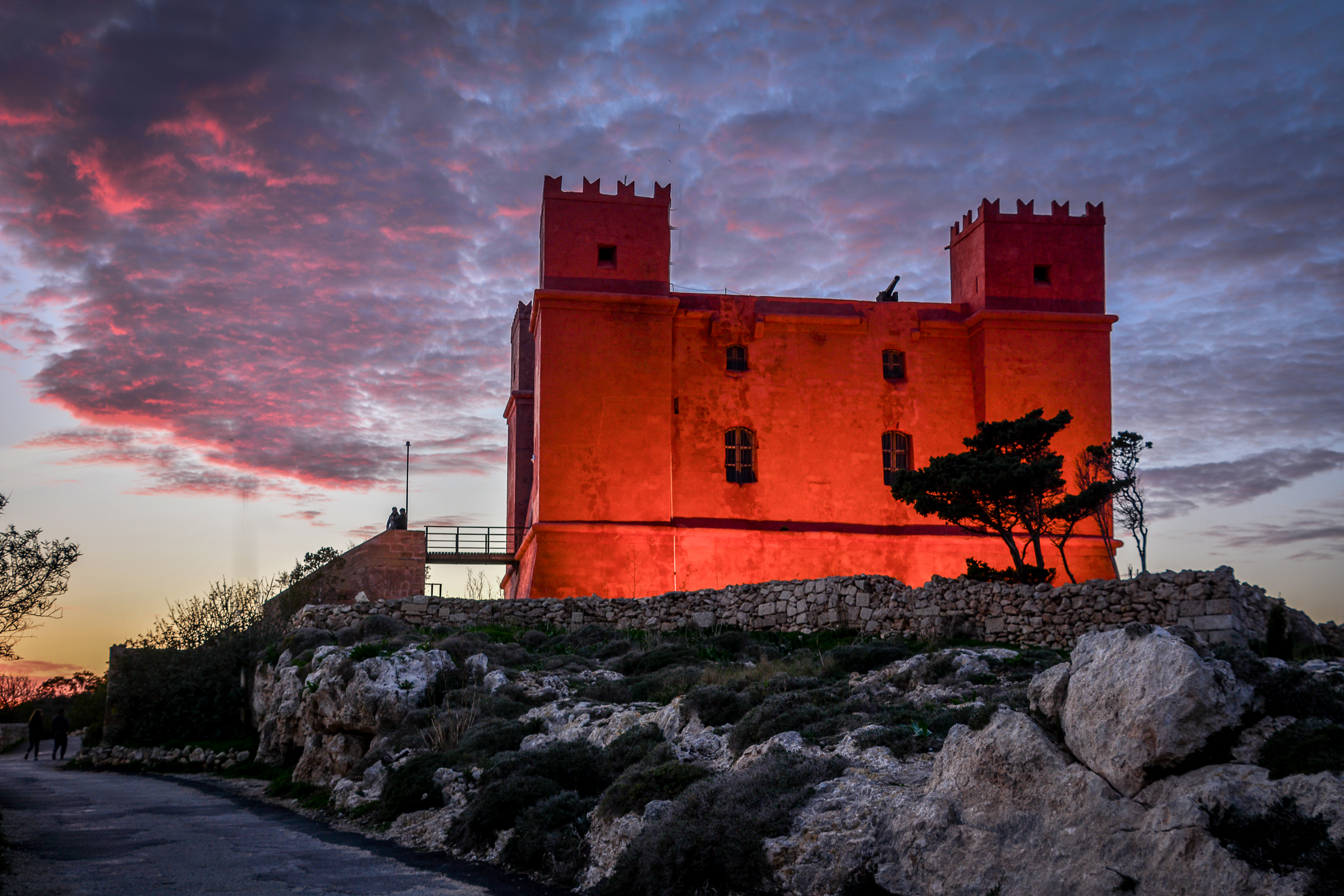
Torre de Santa Agueda al atardecer

La torre nunca fue atacada por los turcos otomanos o los corsarios durante la época de los Caballeros de la Orden de San Juan, y sirvió para disuadir a futuros invasores de incursiones en el noroeste de la isla, pero en junio de 1798, bajo el mandato del caballero francés, Chevalier de Saint Simon, capituló ante la Francia de Napoleón solo para ser reconquistada tres meses más tarde por insurgentes malteses. Durante el periodo británico, al formar el Regimiento Defensivo Real de Malta en 1815, se apostó una guarnición de artillería, mandada por un subalterno en la torre. A lo largo del siglo XIX y las tres primeras décadas del siglo XX, sirvió intermitentemente como puesto para guardacostas. 
Durante la Segunda Guerra Mundial sirvió de cuartel general de la Compañía "E", primer batallón del King's Own Malta Regiment, con oficiales y soldados malteses responsables de la primera línea de defensa del área de Mellieha y la bahía de San Pablo ante la esperada invasión del Eje, algo que finalmente nunca sucedería.
Los restos de un pivote de soporte de ametralladora de la Segunda Guerra Mundial siguen empotrados debajo de la ventana principal de la cámara inferior. Los peldaños de hierro que hay en el lateral de la escalera de caracol también son vestigios de este periodo y eran la única forma de acceder al tejado, ya que la escalera de piedra original estaba dañada y parte de ella se había derrumbado con el tiempo. La torre nunca fue bombardeada o ametrallada directamente por los aviones enemigos, aunque varias cargas que soltaron en bombardeos aleatorios cayeron cerca de ella.

## Vistas desde la Torre

### Al Noreste
El risco de Marfa baja suavemente en dirección noreste hasta llegar a la carretera principal entre Mellieha y Cirkewwa. Más allá de la carretera se ven granjas como si fueran puntos del paisaje, en los que se entre mezclan campos de cultivos y una franja de color verde parte del proyecto de reforestación que se acometió durante los años sesenta. Una carretera lleva a una pequeña capilla dedicada a la Virgen María, al extremo más al fondo del promontorio.  La vista se extiende hasta la playa de Ghadira, también llamada la bahía de Mellieha. En el promontorio de enfrente se pueden ver las ruinas de la Torre Ghajn Hadid, construida en 1658 y destruida por un terremoto a finales del siglo XVIII. Esta torre era el siguiente eslabón visible desde la Torre Roja, en la cadena de torres costeras que llegaba hasta La Valeta por la costa noreste.

### Al Noroeste
Más allá del perímetro exterior del muro bajo defensivo de la Torre Roja se ven granjas desperdigadas por los pocos campos cultivados hasta el canal de Gozo a ambos lados de la carretera. Las cabañas circulares de granjeros (en maltés: giren) construidas en piedra seca, son características del noroeste de Malta. Estas cabañas protegían a los granjeros del sol de mediodía en verano y de la lluvia en invierno. En la costa que se ve a la derecha del todo está la Torre Blanca, construida en 1658, por el Gran Maestre español Martin de Redín. Esta costa está repleta de reductos, trincheras y baterías de artillería construidos por los Caballeros de San Juan durante el siglo XVIII. Son prácticamente inapreciables desde la torre y solo pudiéndose apreciar desde cerca. 
A media distancia está la isla de Comino (en maltés, Kemmuna), cuya torre de Santa María, construida por el Gran Maestre Alof de Vignacourt  en 1622, domina el terreno elevado del oeste de la isla. Esta torre está bajo la custodia de Din l-Art Ħelwa y abierta al público de mayo a octubre. Al fond está la isla de Gozo (en maltés: Ghawdex), cuyas iglesias dominan el horizonte. Ala izquierda los acantilados blancos de Ta'Cenc, al oeste de Gozo, destacan por su brillo.

### Al Sureste
Justo bajo la carretera de entrada a la Torre Roja se ve un proyecto de reforestación conocido como Natura 2000. El risco de Mellieha, cuya parroquia domina el horizonte del pueblo, se alarga desde el suroeste hasta los acantiladoes del oeste. La torre de vigilancia Ghan Znuber está al fondo a la derecha. Ésta torre proporcionaba el siguiente eslabón visual de la Torre Roja a la torre de Ghajn Tuffieha, la torre de Lippika, en la bahía de Gnejna, la torre de Nadur y de ahí directamente a Mdina, la antigua capital, donde estaba estacionada la Caballería de la Orden de San Juan.
En el horizonte, a mucha distancia, se ven las alturas de Dwejra, dominadas por el fuerte Bingemma, pieza clave de las defensas de las líneas de Victoria, construidas por los británicos en las últimas dos décadas del siglo XIX. La torre de Nadur también se ve en el horizonte, a la izquierda del fuerte Bingemma.

### Al Suroeste
Una gran explanada cubierta de arbustos de tomillo salvaje llega hasta el final del promontorio, donde hay una torre de radar de la guardia costera. A media distancia hay un búnker construido en 1940, que sobresale por detrás de un grupo de árboles. La carretera que lleva a la torre de los guardacostas tiene unas vistas espléndidas tanto al norte como al sur, pudiéndose observar trampas ocultas sin techo (en maltés: duri)  que en primavera se usaban para cazar palomas durante su migración. 
A grandes rasgos, la torre goza de vistas ininterrumpidas de una gran porción del noroeste de Malta y con sus cañones protegía la bahía de Ghadira, y la costa norte - que da al canal de Gozo- junto con los cañones de la torre de Santa María de Comino, convirtiendo el paso entre ambas islas en un camino libre de piratas.

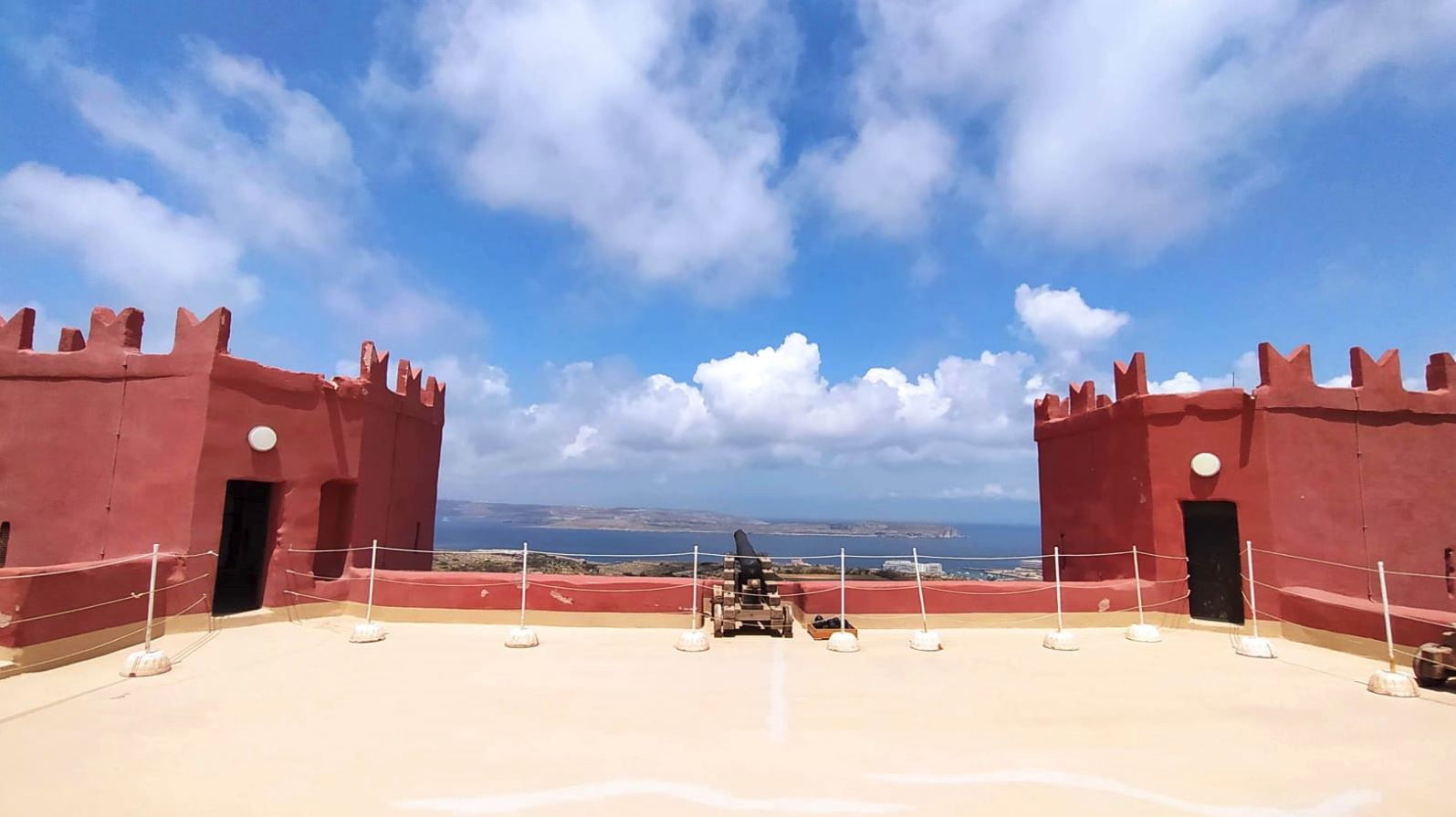
Vista desde lo Alto de la Torre de Santa Águeda.
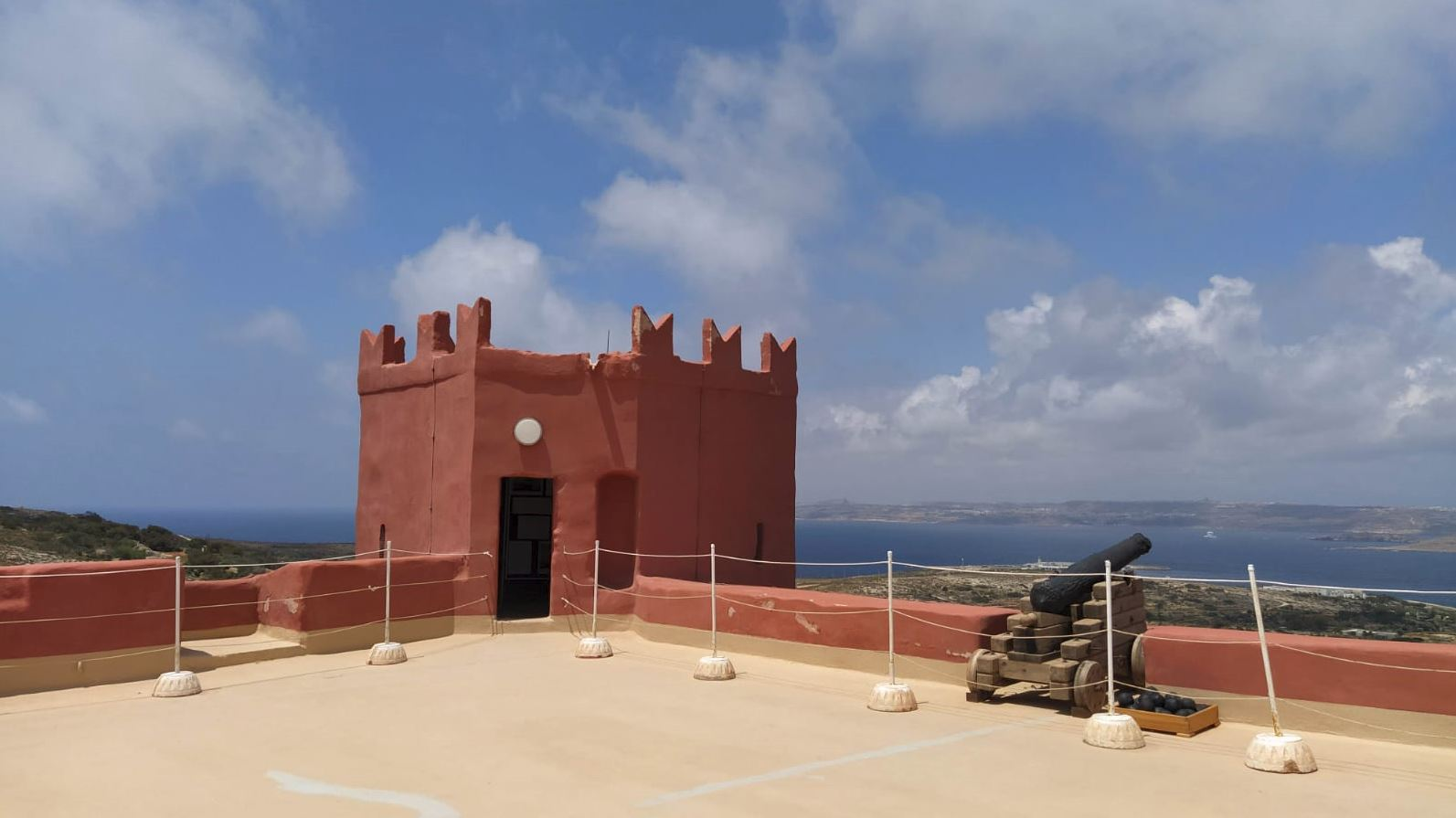
Vista desde lo alto de la Torre de Santa Águeda.
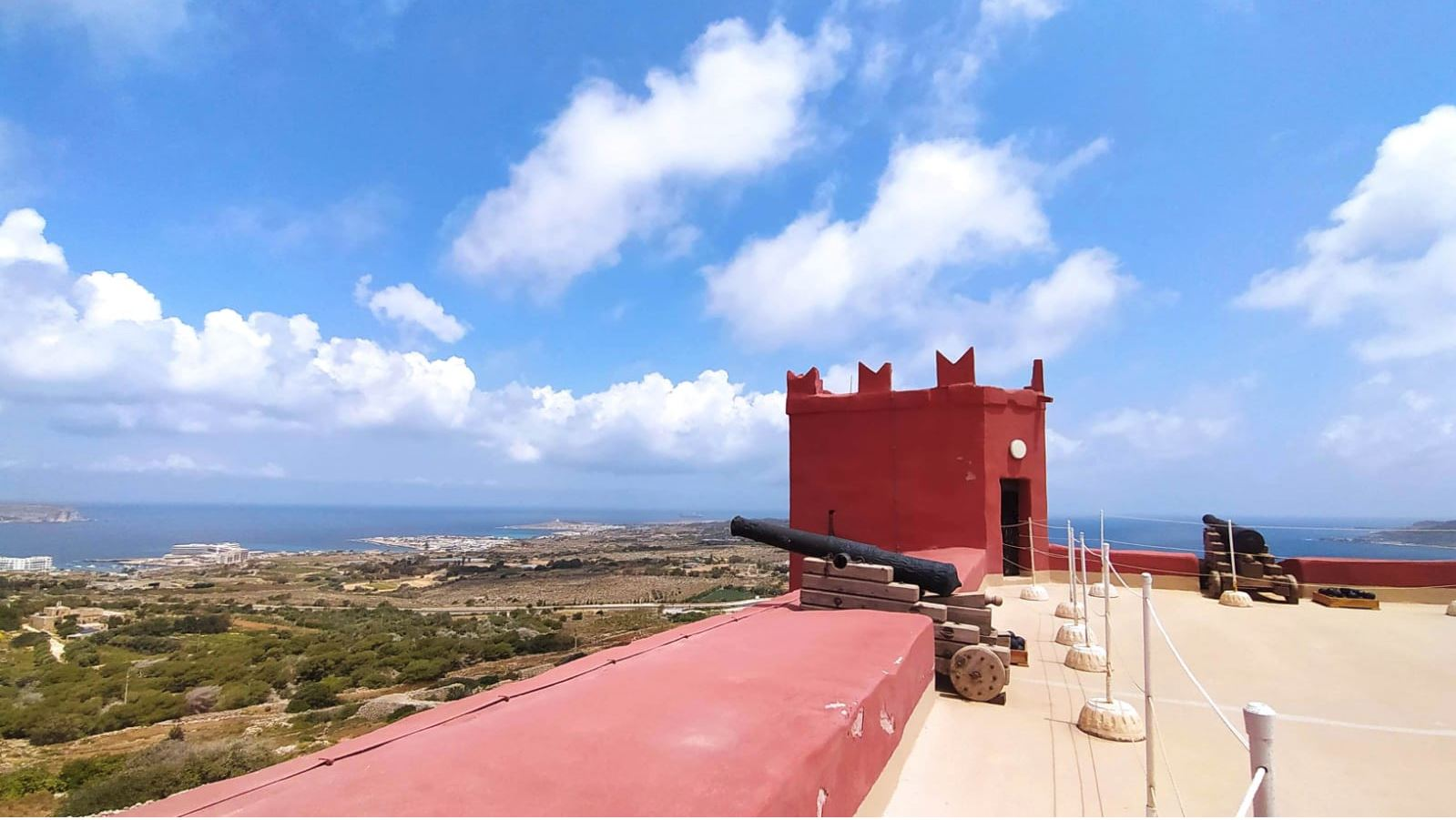
Vista desde lo alto de la Torre de Santa Águeda, Malta.
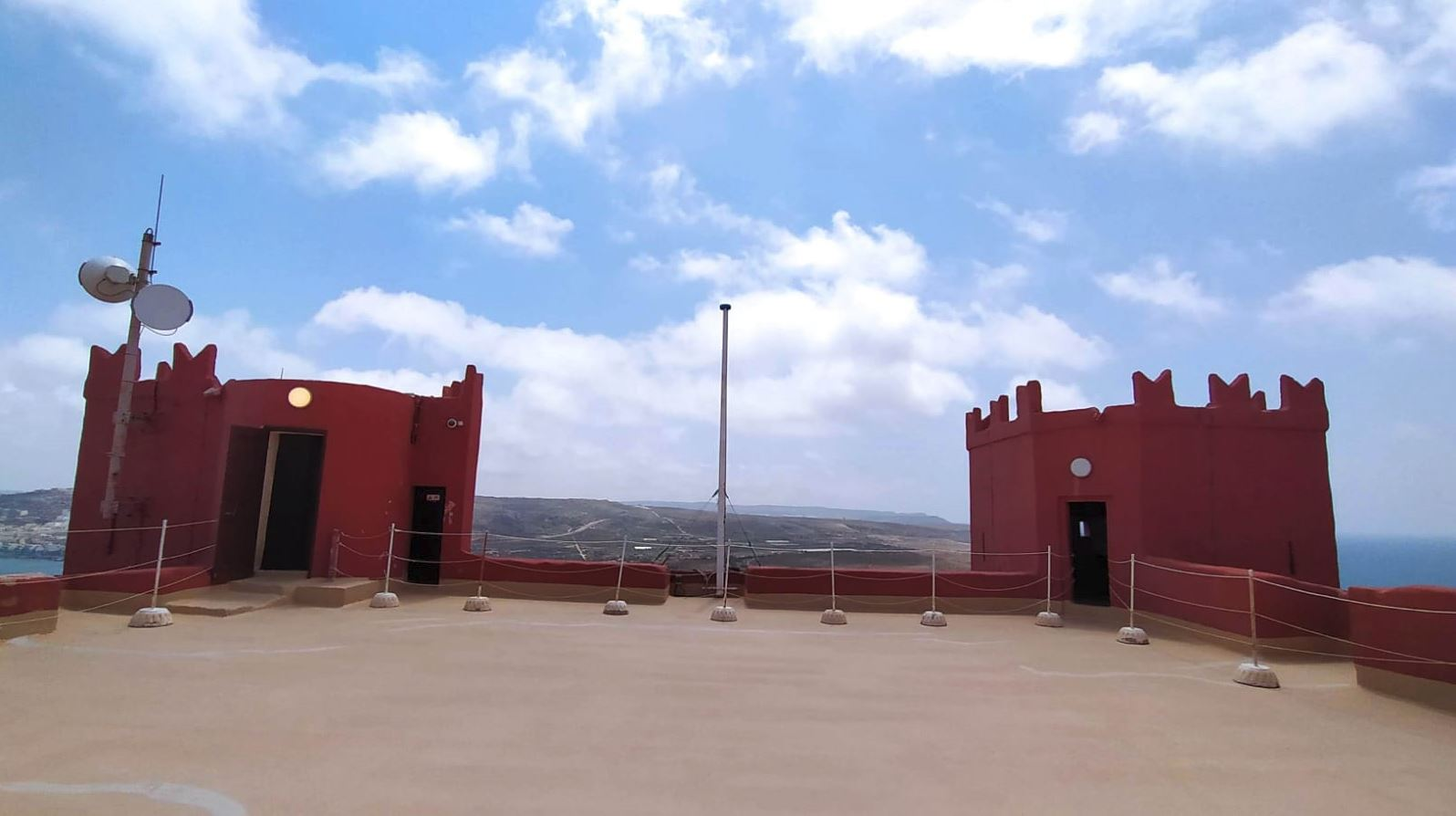
Vista desde lo alto de la Torre de Santa Águeda, Malta.